# Зли демон
Зли демон, такође познат као злонамерни демон и зли геније, је епистемолошки концепт који се налази на истакнутом месту у картезијанској филозофији. У првој од својих Медитација о првој филозофији из 1641. године, Декарт замишља да је злонамерни Бог или зли демон, „највеће моћи и лукавства употребио да би ме преварио“. Овај злонамерни Бог или зли демон је замишљен да представља потпуну илузију спољашњег света, тако да Декарт пише: „Мислићу да су небо, ваздух, земља, боје, облици, звуци и све спољашње ствари само обмане снова које је смислио да зароби мој суд. Сматраћу да немам руке или очи, месо, крв или чула, али ћу и погрешно веровати да их имам.
Неки картезијански научници сматрају да је злонамерни Бог или зли демон свемоћан, па стога способан да промени математику и основе логике, иако би свемоћ злонамерног Бога или злог демона била супротна Декартовој хипотези, пошто је он прекорио оптужбе да је зли демон свемоћан. То је један од неколико метода систематске сумње које Декарт користи у Медитацијама.

## Превртљиви бог
Неки писци, нпр. Вилијамс и Масгрејв, не праве разлику између аргумената превртљивог бога и злог демона и сматрају да је све што је речено о Богу који вара исто што и да се каже нешто о злом демону.
Други писци признају да Декарт помиње оба, али потом тврде да су „епистемолошки еквивалентни“. Кени каже, „две хипотезе се не разликују ни у ком погледу по епистемолошкој важности... Садржај две хипотезе је исти...“ Њуман пише: „Декартов званични став је да је сумња злог генија само једна од више хипотеза које могу да мотивишу општију хиперболичку сумњу... Чак и тако, ја говорим о злим сумњама... мнемоника за општију сумњу у нашу когнитивну природу“.